# Tegma
Tegma Gestão Logística é uma das principais empresas do setor no Brasil, um dos grandes Operadores logísticos e é também líder na logística de veículos zero-quilômetro. Na qualidade de provedora logística, desenvolve soluções customizadas, inovadoras e sustentáveis para toda a cadeia logística em áreas como o transporte rodoviário, armazenagem, gestão de estoques, transporte de produtos químicos, armazenagem de partes e peças, gestão de embalagens retornáveis. Atua em diversos setores da economia: automotivo, alimentos e bebidas, cosméticos, eletroeletrônico, farmacêutico, químico e petroquímico.

## Histórico
As atividades da empresa se iniciaram em 1969, com a transportadora de veículos zero km Sinimbu. A partir da fusão com as empresas Schlatter, Transfer e Axis do Brasil, e mais tarde, em 2002, com a Translor, o nome foi alterado para Tegma. Em 2004, foi constituída a Catlog (operadora logística para Renault e Nissan), e em 2006, foi criada a Tegmax, especializada em leilões de automóveis. Em abril de 2007, foi adquirida integralmente a Boni/Gatx e a Coimex Logística Integrada, passando a atuar no mercado de logística integrada para diversos setores da economia. Em julho desse mesmo ano, o capital da empresa foi aberto para a negociação de ações na B3. Em setembro de 2007, o primeiro passo foi dado para a internacionalização de suas operações com o início das operações de transporte interno de veículos na Venezuela, que foi descontinuada em 2017. Em setembro de 2008 foram adquiridas as operações da CTV (Cooperativa dos Transportadores de Veículos), ampliando a atuação da empresa na distribuição de veículos zero Km para as regiões Centro-Oeste e Norte do Brasil. Em 2011 a Tegma anunciou a compra da Direct, especialista em e-commerce no mercado, operação que foi descontinuada em 2014. Em 2018 a Tegma constituiu em conjunto com a Silotec uma Joint Venture para operação de armazenagem alfandegada no estado do Espírito Santo, chamada GDL. No mesmo ano, foi criada a primeira aceleradora de start-up de logística do Brasil, a tegUP.

## Diferenciais
Por meio de estudos e do monitoramento de toda a cadeia de suprimentos, a Tegma apresenta alternativas para a otimização de processos logísticos , com o objetivo de melhorar a produtividade e a segurança, maximizar a capacidade de armazenagem, reduzir custos totais, buscar um contínuo padrão de excelência operacional e trazer maior eficiência na execução de atividades. Para isso, possui moderna tecnologia de informação  e rigorosos padrões de qualidade, segurança e meio ambiente, que garantem a melhora contínua de processos e controles  operacionais, e a flexibilidade para mudanças.

## Áreas de Atuação
- Armazenagem e Gestão de Estoques - Com rígida segurança patrimonial e modernos conceitos de gerenciamento de risco, possui modernas plataformas tecnológicas, como o sistema de gestão de armazém WMS e o sistema de gestão de transporte TMS, permitindo elevada capacidade de expedição, alta acuracidade de inventários e agilidade no acompanhamento de processos.
- Transporte Rodoviário - Eleita a melhor na categoria em 2020 pela 11° ano consecutivo pela Revista Maiores e Melhores,[4] desenvolve soluções logísticas customizadas para transferência de cargas.
- Serviços Logísticos e Transporte para o segmento automotivo - Conta com experiência para oferecer as mais eficientes soluções logísticas para o segmento automotivo,[5] atendendo as principais marcas do setor no país. Outro importante diferencial é a enorme capacidade para armazenagem e formação de carga, com mais de 1 milhão e meio de metros quadrados de pátios disponíveis em diversos estados, incluindo o maior porto seco do Brasil, com capacidade para 15 mil carros.

## Fatos Importantes
- 1969 - Fundação da Empresa de Transporte de Carros Zero KM, Sinimbu.
- 1998 - Sinimbu une-se a outras três empresas: Schlatter, Transfer e Axis do Brasil (ADB), dando origem a Axis Sinimbu Logítica Automotiva.
- 2001 - A Axis Sinimbu une-se a Translor.
- 2002 - Axis do Brasil se desvincula do grupo e a empresa passa a se chamar Tegma Gestão Logística Ltda.
- 2004 - Tegma fecha parceria com empresa francesa, adquirindo 49% da Catlog que faz a logística de automóveis Renault e Nissan do Brasil.
- 2006 - Criada a Tegmax, atuando na área de leilão de automóveis.
- 2007 - Tegma adquire a Bonifácio Logística e Transporte (BONI), empresa especializada em transporte de combustíveis, alimentos e produtos químicos e também a Coimex Logística Integrada (CLI) especializada na gestão de porto seco e armazenagem de produtos.
- 2007 - Tegma abre seu capital na BOVESPA, passando a ser S.A..
- 2010 - Tegma recebe novo prêmio da Ford .
- 2011 - Tegma anuncia a compra da Direct.[6]
- 2011 - Revista Exame  elege a Tegma como a Melhor Empresa de Transporte do Brasil.[7]
- 2012 - Supllier of the year pela GM
- 2012 - Melhores do setor automotivo - Prêmio Auto Data - Rhodia Solvay Group
- 2013 - A Melhor do Setor Transporte Rodoviário de Carga - Revista Maiores e Melhores
- 2014 - Empresa amiga da infância 2014 - Komedi
- 2016 - Certificado Quality Brasil - International Quality Company
- 2017 - Prêmio Zero Acidentes e Prêmio Best Supplier Award pela Hyundai Motor Group
- 2017 - Destaque em Segurança - Unilever
- 2019 - Melhor empresa da Bolsa (bens de capitais) pela Infomoney, IBMEC, Economática
- 2019 - Certificação Great Place to Work
- 2020 - Fornecedor do ano 2019 (Mundial) - Fornecedor do ano de 2019 (Mundial) - General Motors
- 2020 - Ranking TOP 100 Open Corps 1ª em Logística e Transporte 20ª no Ranking Geral

- 2020 - Eleita pela 11° vez a Melhor empresa na categoria transporte rodoviário e a melhor entre as melhores operadoras de transporte
- 2021 - Tegma é premiada no 100 Opens Startups pelo terceiro ano consecutivo